# Domingo Acosta Guión
Domingo Acosta Guión, conocido por sus seudónimos Gavroche y Pobrecito hablador (Santa Cruz de La Palma, 14 de abril de 1884-Santa Cruz de La Palma, 15 de noviembre de 1959), fue un periodista, poeta y dramaturgo español. A su actividad literaria se une su activismo republicano: presidió la Sociedad de la Juventud Republicana y fue miembro de la Junta Provincial de la República en Santa Cruz de La Palma. Su obra como poeta, más bien como rimador, y en su mayoría sonetos, tiene por lo general carácter satírico y humorístico.
En 1990 se publicó el volumen de narraciones ¿A quién se lo cuento?. En 1998 se publicó una Antología poética. De su obra no se conserva mucho pues durante la guerra civil española y debido a su militancia republicana fue destruida.

## Obras
- A bailar donde yo mando
- La danza del dios Baco
- ¿Es amor? ¿No es amor?
- Cartas a mis nietos: recopilación homenaje a Domingo Acosta Guión en el centenario de su nacimiento (1984)
- Por los caminos perdidos: antología poética: 1884-1959 (1987)
- Al pan, pan y al vino, vino: versos de ‘bolsillo’: antología (1988)
- ¿A quién se lo cuento?: desde la prosa de combate a las candorosas canciones infantiles (1990)
- Antología poética (1998).